# Mauro Rubem
Mauro Rubem de Menezes Jonas (Firminópolis, 11 de maio de 1960) é um odontólogo e político brasileiro filiado ao Partido dos Trabalhadores (PT).

## Biografia
Mauro Rubem de Menezes Jonas nasceu em 11 de maio de 1960 no município de Firminópolis, na região de Anicuns, Goiás. Seus pais são Rubem Jonas e Neuza Menezes Jonas.
Em 1983 se formou em Odontologia pela Universidade Evangélica de Anápolis (UniEvangélica). Mais tarde se especializou em Saúde Pública pela Universidade Federal de Goiás (UFG).
Mauro Rubem é pai de três filhos, sendo dois com a sua esposa e, também odontóloga, Egrivaine Goulart.

## Trajetória política
A partir da segunda metade da década de 1980, Rubem atuou, em Goiânia, como cirurgião-dentista da Secretaria Estadual de Saúde (SES). Foi então que se envolveu com as lutas do movimento sindical, tendo sido um dos fundadores do Sindicato dos Trabalhadores da Saúde (Sindsaúde). Esse seu envolvimento com as lutas sindicais o levou a se interessar pela política partidária. Em 1987, filiou-se ao Partido Comunista do Brasil (PC do B) e, em 1999, ao PT.
Em 2000, Rubem disputou sua primeira eleição e se consagrou vereador de Goiânia. Na Câmara, foi presidente da Comissão de Saúde e o líder do PT de 2001 a 2002. Foi eleito Deputado Estadual em 2002 com 10.157 votos. Após sua eleição, no final de 2002, Rubem ocupou, por três meses, o cargo de líder do prefeito Pedro Wilson Guimarães na Casa. Em 2003, Rubem foi empossado na Assembléia Legislativa, onde fez forte oposição ao governo de Marconi Perillo (PSDB). Em 2006 foi reeleito para o cargo com 11.544 votos. Foi, em seus 3 primeiros mandatos, presidente da Comissão de Direitos Humanos. Em 2010 foi reeleito novamente como Deputado Estadual, obtendo 17.719 votos. Em 2014 tentou, sem sucesso, uma cadeira na Câmara dos Deputados, obtendo 34.218 votos. Em 2018 tentou retornar a ALEGO novamente sem sucesso, obtendo 14.794 votos. Em 2020 foi eleito vereador com 3.608 votos. Em 2022 concorreu novamente ao cargo de Deputado Estadual, sendo eleito com 22.304 votos.
Desde que se filiou ao PT, Rubem faz parte da Tendência Marxista da legenda. O deputado é conhecido por suas posturas denominadas de radicais, tais como o fato de ter declarado voto nulo após a decisão do PT de se coligar com o ex-rival Iris Rezende para a prefeitura de Goiânia em 2008. Também criticou a posição da presidente do Partido Socialismo e Liberdade (PSOL), Heloísa Helena, quando esta proibiu seus partidários de fazerem declarações públicas de apoio ao presidente Luiz Inácio Lula da Silva durante o segundo turno da eleição presidencial de 2006. Em declarações feitas logo após à reeleição, o esquerdista diz que pretende continuar com suas principais bandeiras e lutar pelos interesses dos menos favorecidos.